# أسطورة حمام المسخوطين
حمام المسخوطين أو حمام دباغ حمام معدني على مسافة 25 كلم غرب عاصمة ولاية قالمة، الجزائر ويعتبر الحمام جوهرة سياحية. يقصد للتداوي من عدة أمراض، منها الروماتيزم وضغط الدم وأمراض الجلد والحساسية بالاستحمام بمياهه الحارة التي تبلغ 90 درجة.
تسمية «المسخوطين» مردّها لأسطورة انتشرت بين سكان المنطقة وسجلها عالم الآثار والرحالة ألماني هاينريش فون مالتزان في كتابه «ثلاث سنوات في شمال غربي إفريقيا».

## الأسطورة
تتحدث الأسطورة عن أشخاص نزل بهم السخط فصاروا حجارة يتدفق منها الماء.
تعود القصة لفترة بعيدة سكنت فيها قبيلة قوية هذه المنطقة. بطل القصة عرف منذ صغره بتميزه وتفوقه، فصار فارس القبيلة الذي لا يرد له طلب. حتى أنه رغب في أخته زوجة له لانها كانت بارعة الحسن و الجمال ولكنه واجه معارضة من شيوخ القبيلة وحكمائها لهذا الأمر الخارج عن الأعراف غير أنه لم يأبه لها.
صمم هذا الفارس على رأيه واستمر في الإعداد لحفل زفافه، وحضر الحفل بعض الأفراد من بينهم القاضي لترسيم الزواج مع مقاطعة معظم أهل القبيلة استنكارا للأمر والذين غادروا المنطقة.
عند عودة بعض أفراد القبيلة إلى المكان بعد مدة من الزمن صدموا بمنظر الناس الذين حضروا الزفاف وقد صاروا حجارة.